# Stanislaw Kubicki

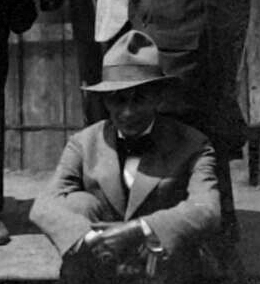
Stanislaw Kubicki in 1922

Stanislaw Kubicki (Ziegenhain, Hessen, 20 januari 1889 - Warschau, juni 1942) was een Duits-Pools schrijver, filosoof, vertaler en expressionistisch schilder.

## Biografie

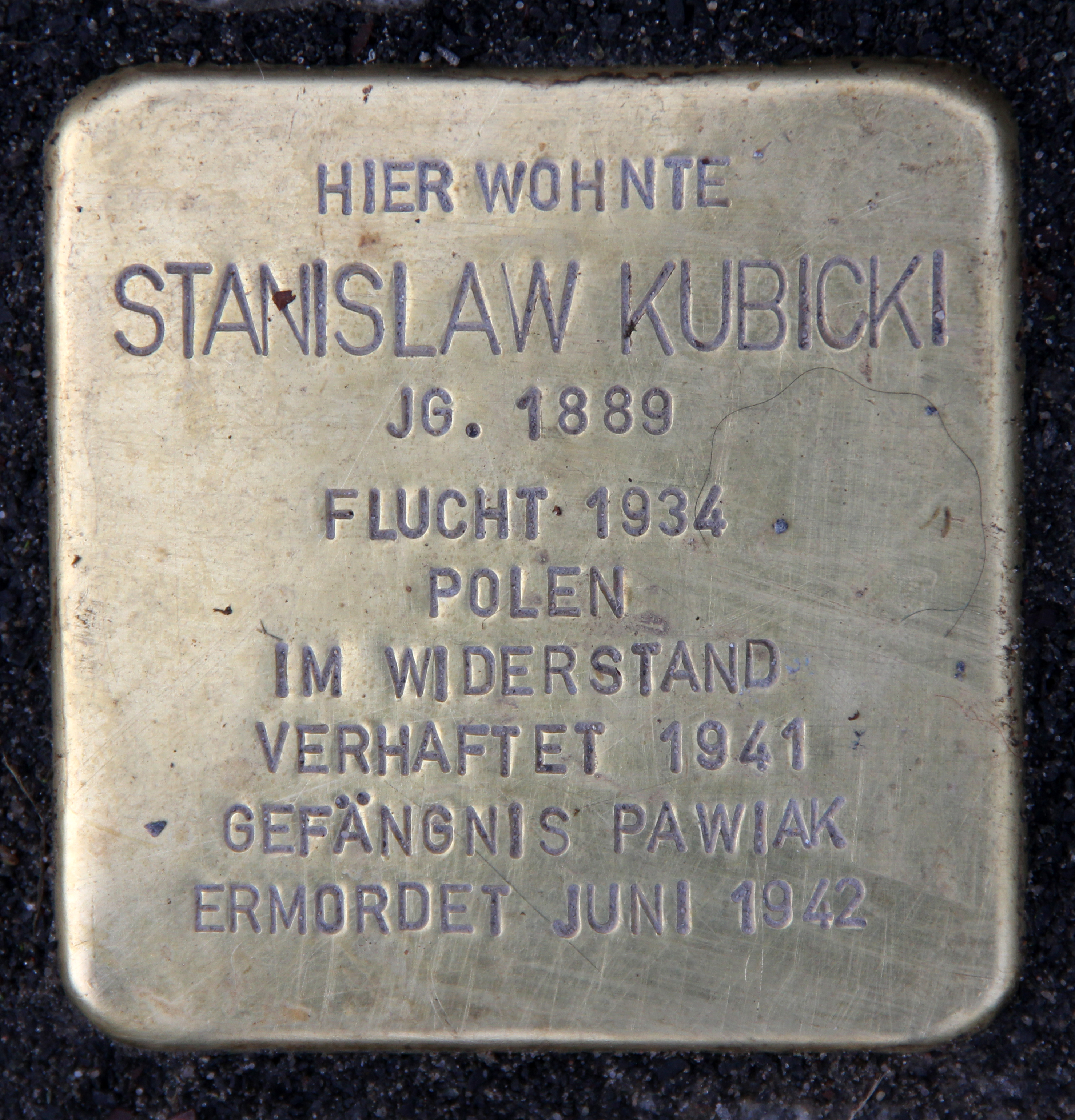
Stolperstein, Onkel-Bräsig-Straße 46, in Berlin-Britz

Kubicki was van Poolse afkomst en bezocht in 1910 de Königliche Kunstschule in Berlijn. Gedurende de Eerste Wereldoorlog diende hij als soldaat in het Duitse leger. In 1916 trouwde hij met kunstenares en kunstlerares Margarete Schuster (1891-1984).
In 1918 was hij betrokken bij de oprichting van de kunstenaarsgroep 'BUNT' (Revolte) in Posen (Poznan), waarna een tentoonstelling volgde op het kantoor van het radicale weekblad Die Aktion in Berlin-Wilmersdorf. Van deze tentoonstelling werd in een speciaal nummer van Die Aktion verslag gedaan.
In 1920 vond een tentoonstelling van Kubicki's werk plaats in de Berlijnse galerie Der Sturm. In de jaren '20 raakte hij bevriend met Jankel Adler, Raoul Hausmann, Otto Freundlich en Franz Wilhelm Seiwert. Ook werkte hij in die periode als vertaler voor diverse sociaal-revolutionaire Poolse tijdschriften.
Van 29-31 mei 1922 was hij aanwezig op het 'Eerste Internationaal Congres van Progressieve Kunstenaars' in Düsseldorf, waar hij fel uithaalde tegen kunsthandelaren en kunstenaars die de Eerste Wereldoorlog steunden. In hetzelfde jaar ondertekende hij het manifest van de Kommune-groep met onder andere Raoul Hausmann, Otto Freundlich en Franz Wilhelm Seiwert, die hij rond 1928 ook bij de „Kölner Progressiven" tegenkomt (Vgl. “Erstes und zweites Manifest der Kommune.” in: “Versuch einer Rekonstruktion: Internationale Ausstellung Revolutionärer Künstler in Berlin 1922” (catalogus), Neuer Berliner Kunstverein, Berlin 1975.
In 1934 emigreerde hij naar Polen, zijn vrouw en kinderen bleven in Berlijn-Britz (Hufeisensiedlung) wonen. Hij sloot zich in Poznan aan bij het Poolse verzet. Aangezien hij het Duits staatsburgerschap niet had opgegeven, kon hij makkelijk van Warschau naar Berlijn v.v. reizen. Als koerier bracht hij berichten en vooral geld over. Geld bestemd voor wapenaankoop door het Pools verzet. In 1941 werd hij door de Gestapo opgepakt en in juni 1942 in de Pawiak-Gestapo-gevangenis (Warschau) vermoord.
Op 29 november 2013 werd voor zijn voormalige woning een Stolperstein gelegd.
Zijn zoon Prof. Dr. Stanislaw Karol Kubicki (5 juli 1926 - ) was in 1948 mede-oprichter en de eerstingeschreven student van de Freie Universität in Berlijn.

## Monografieën
- Die Jahre der Krise - Margarete Kubicka und Stanislaw Kubicki 1918-1922. met tekst van Peter Mantis en Jörn Merkert, ISBN 3927873187, 1992.

Uitgegeven n.a.v. de inrichting van een zaal "Margarete Kubicka, Stanislaw Kubicki und ihr Freundeskreis" op de expositie in de Berlinische Galerie "Im ganzen Haus", 4 Juni - 19 Juli 1992.
- Lidia Głuchowska. Stanislaw Kubicki. Kunst und Theorie. WIR-Verlag Berlin, Sept.2001, 2e (verbeterde) dr. Oct.2003 (500 stuks).
- Lidia Głuchowska, Peter Mantis. Stanislaw Kubicki. Ein Poet übersetzt sich selbst. Gedichte zwischen 1918-1921 / Poeta Tlumaczy sam Siebie. Wiersze z lat 1918-1921. WIR-Verlag Berlin, Oct.2003, ISSN 0948-6313, (500 stuks),(Duits/pools).
- Lidia Głuchowska, Roger Loewig Stanislaw Kubicki. Inseln der Menschlichkeit - Wyspy człowieczeństwa., voorwoord Helmut Börsch-Supan en Jan Hoesch, WIR-Verlag Berlin, Oct.2003, (Duits/pools).

Uitgave Roger Loewig Gesellschaft. (Catalogus expositie 10 Oct. - 11 Nov. 2003, Sitz der Stiftung "Kreisau" für Europäische Verständigung, tevens: Jan. - Mrt 2004, Architectuurmuseum Breslau, en: 11 Mrt - 25 Apr. 2004, Museum Nikolaikirche - Stadtmuseum Berlin).
- Lidia Głuchowska, Avantgarde und Liebe. Margarete und Stanislaw Kubicki 1910–1945. Gebr. Mann Verlag Berlin 2007, ISBN 3786125414, (dissertatie Humboldt Universität Berlin 2004).
- Stanislaw Kubicki, Tierzeichnungen / Pflanzenzeichnungen 1928-1933, 2 banden, eenmalige genummerde oplage (300 stuks),(incl. 12 gedichten/band),(Duitstalig). Berlin, 1959. Verschenen ter gelegenheid van de 70e geboortedag van Stanislaw Kubicki.

- Bibliothèque nationale de France: cb15550026f (data)
- Gemeinsame Normdatei: 119084082
- International Standard Name Identifier: 0000 0001 1601 9169
- Library of Congress Control Number: n94059155
- RKD-Nederlands Instituut voor Kunstgeschiedenis: 358776
- Système universitaire de documentation: 120883783
- Union List of Artist Names: 500120458
- Virtual International Authority File: 18023858
- WorldCat: E39PBJpJf9VdxYGGJHdKw4Fh73